# Aspicolpus penetrator
Aspicolpus penetrator är en stekelart som först beskrevs av Smith 1878.  Aspicolpus penetrator ingår i släktet Aspicolpus och familjen bracksteklar. Inga underarter finns listade.